# Billionaires' Row (Nova Iorque)
Billionaires' Row (em português: Ala dos bilionários) é um grupo de arranha-céus residenciais de ultra-luxo, e o bairro nobre ao seu redor, próximo à extremidade sul do Central Park na seção de Midtown Manhattan, Nova Iorque.
Está centrada principalmente na 57th Street, entre a Park Avenue, o extremo sul do Central Park e o Rio Hudson.
Vários desses edifícios estão na categoria de superaltos — mais altos que 300 metros — e desde 2024 incluem os três edifícios residenciais mais altos do mundo. Como várias dessas torres finas estão na 57th Street ou próximas a ela, o termo também pode se referir a esta rua.
Dentro desta região há outra área não-oficial, chamada de Central Park South que refere-se a área conhecida por suas vistas privilegiadas do parque e por abrigar alguns dos imóveis mais caros delimitada especificamente à rua 59th Street, que corre ao longo do lado sul do Central Park em Midtown Manhattan.

## Histórico do termo
O bairro possui algumas das residências mais caras do mundo. Os dois andares superiores do One57 foram vendidos para Michael Dell por US$ 100,47 milhões em 2015, estabelecendo um recorde para o apartamento mais caro já vendido em Nova York. Outro apartamento de dois níveis no edifício foi comprado pelo gestor de fundos de hedge Bill Ackman por US$ 91,5 milhões. A cobertura do 432 Park Avenue foi adquirida pelo magnata do varejo saudita Fawaz Al Hokair por US$ 87,7 milhões, e o gestor de fundos de hedge Kenneth C. Griffin teria comprado quatro andares no 220 Central Park South por US$ 238 milhões, quebrando o recorde do One57 como a casa mais cara vendida na cidade de Nova York e estabelecendo um novo recorde para a casa mais cara vendida nos Estados Unidos. Também no 220 CPS, várias unidades foram combinadas em uma mansão de quatro andares que custou US$ 250 milhões. Esses projetos destacaram as controversas condições econômicas e políticas de zoneamento que incentivaram esses edifícios, e preocupações foram levantadas sobre seus efeitos nos bairros circundantes e as sombras que lançam sobre o Central Park. Em agosto de 2021, estima-se que 44% das unidades em sete edifícios considerados parte da Billionaires' Row ainda não haviam sido vendidas.
Um dos fatores subjacentes ao boom é o investimento estrangeiro, muitas vezes na forma de fuga de capitais. Alguns compradores investiram dinheiro em imóveis de luxo em Nova York para evitar impostos, lavar dinheiro ou transferir riqueza para uma jurisdição onde seja menos facilmente confiscada. Muitos dos apartamentos são apenas esporadicamente ocupados, funcionando como pied-à-terres ou cofres de segurança imobiliária para bens valiosos. O boom de edifícios de ultra-luxo na área antecede o termo "Billionaires' Row". O Deutsche Bank Center, construído em 2003, está na esquina sudoeste do Central Park. A maioria dos seus inquilinos comprou seus condomínios anonimamente (através de empresas de fachada e trusts); pelo menos 17 deles foram identificados como bilionários. O 15 Central Park West (CPW), dois quarteirões a leste, contém unidades que foram compradas por bilionários como Sara Blakely, Lloyd Blankfein, Omid Kordestani, Daniel Loeb, Daniel Och, Eyal Ofer, Pan Shiyi, Sandy Weill, Jerry Yang e Zhang Xin.
Antes da venda da cobertura de US$ 100 milhões no One57, o recorde para um apartamento em Nova York era de US$ 88 milhões pagos por Dmitry Rybolovlev por uma cobertura no 15 CPW. Em 2016, o Departamento do Tesouro dos Estados Unidos anunciou que começaria a identificar e rastrear a compra de unidades multimilionárias, especialmente aquelas pagas em dinheiro ou via empresas de fachada, para reduzir a prática de lavagem de dinheiro. Novas leis na China restringindo a saída de capitais também foram implementadas, e preços mais baixos do petróleo afetaram potenciais compradores do Oriente Médio. A incerteza sobre o Brexit também desempenhou um papel. Isso enfraqueceu o mercado para as unidades de altíssimo padrão, com alguns declarando que o "boom de oito dígitos" na Billionaires' Row chegou ao fim. Diante deste mercado suave, pelo menos um projeto na área (1 Park Lane) foi colocado em espera.

## Edifícios
A região abriga uma série de arranha-céus ultra-luxuosos de perfil majoritário residencial e a área ao redor deles está localizada perto da extremidade sul do Central Park, na seção de Midtown Manhattan. Esta área é conhecida por abrigar alguns dos edifícios residenciais mais altos e caros do mundo, muitos dos quais se enquadram na categoria de "supertall", ou seja, com mais de 300 metros de altura, apresentando penthouses (coberturas) e apartamentos de luxo que definem novos padrões de opulência e exclusividade.
O primeiro edifício superalto a ser construído no bairro foi o One57, um edifício de apartamentos de 306 metros entre as Avenidas Sexta e Sétima, concluído em 2014. Na época, vários outros arranha-céus ainda mais altos foram propostos ou estavam em construção ao longo da extensão da 57th Street, aproximadamente correspondente à borda sul do Central Park. Devido aos preços frequentemente recordes que foram estabelecidos para os apartamentos nesses edifícios, a imprensa apelidou esta seção da 57th Street de "Billionaires' Row".
O termo desde então foi estendido a outros edifícios de luxo superaltos voltados para o sul do Central Park, não estritamente na 57th Street. Os projetos (planejados, em andamento ou concluídos) que foram listados como parte da Billionaires' Row incluem:
A maioria dos edifícios está centrada principalmente na 57th Street, entre a Park Avenue e o Rio Hudson. Esta área é famosa por suas propriedades de altíssimo valor, onde o preço médio de venda pode chegar a US$ 9,8 milhões, tornando-se uma das ruas mais caras da cidade. Os edifícios nesta área são projetados para atender exclusivamente aos ultra-ricos, oferecendo vistas espetaculares do Central Park e uma série de amenidades de luxo. Tornou um símbolo de riqueza e exclusividade da cidade, atraindo investidores e compradores de todo o mundo. No entanto, também tem sido objeto de críticas e debates sobre a acessibilidade e a utilização do espaço urbano, já que muitos desses apartamentos permanecem vazios, servindo mais como investimentos do que como residências. A área é frequentemente mencionada em discussões sobre desigualdade econômica e o impacto dos investimentos imobiliários de luxo nas comunidades locais. Apesar disso, continua a ser um dos destinos mais cobiçados para aqueles que buscam o máximo em luxo e exclusividade imobiliária em Nova York. Além dos arranha-céus de luxo, possui um polo gastronômico e pontos turísticos como: o MoMA (Museum of Modern Art), o Central Park, o Metropolitan Museum of Art, teatros da Broadway, a Quinta Avenida, a Park Avenue e a Madison Avenue.
Alguns dos edifícios mais icônicos localizados nesta área, os preços podem ultrapassar $30 milhões por unidade:

1. One57: Este edifício é um dos primeiros a ser concluído na Billionaires' Row e é conhecido por suas vistas deslumbrantes do Central Park. O One57 oferece apartamentos de luxo com preços que podem ultrapassar dezenas de milhões de dólares.

2. 432 Park Avenue: Este é um dos edifícios residenciais mais altos do hemisfério ocidental. Com seu design minimalista e janelas quadradas características, o 432 Park Avenue oferece vistas panorâmicas de Manhattan e apartamentos que são sinônimos de luxo extremo.

3. Central Park Tower: Conhecido como o edifício residencial mais alto do mundo, o Central Park Tower oferece uma combinação de design sofisticado e amenidades de classe mundial, incluindo um clube privado exclusivo para residentes.

4. 111 West 57th Street: Este edifício é notável por sua arquitetura esbelta e design art déco. É um dos edifícios mais finos do mundo e oferece apartamentos de luxo com vistas espetaculares do Central Park.

5. Plaza Hotel: Embora não seja um arranha-céu, o Plaza Hotel é um ícone de luxo em Nova York. Suas residências oferecem uma combinação de história e opulência, com serviços de hotel cinco estrelas.

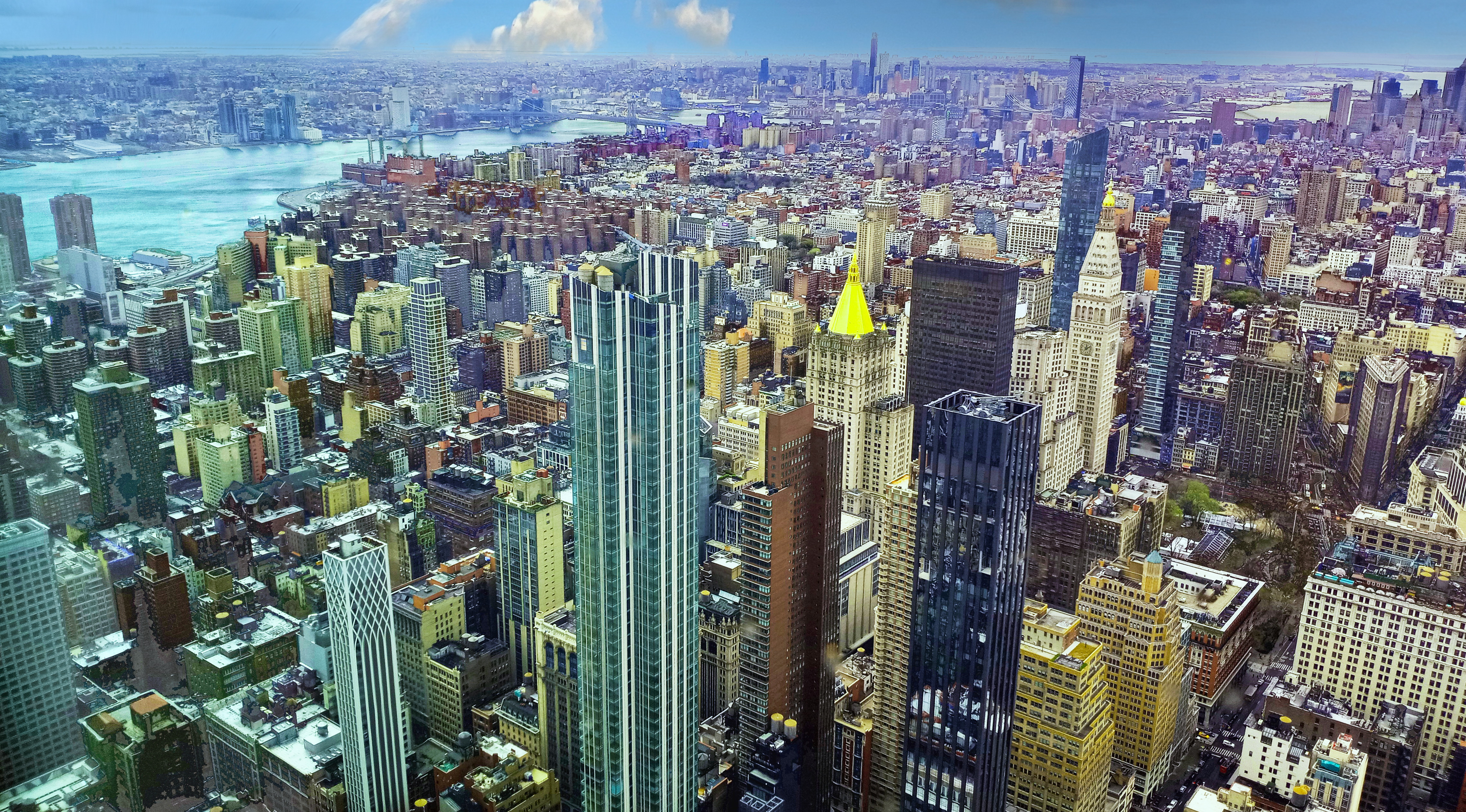
Grupo de arranha-céus residenciais de ultra-luxo (One57, 432 Park Avenue, 111 West 57th Street e Central Park Tower) em Midtown Manhattan, Nova York

Algumas características notáveis incluem:
- Design e Arquitetura: Os edifícios na Billionaires' Row são projetados por arquitetos de renome mundial, como Rafael Viñoly, Adrian Smith e Robert A.M. Stern. O design varia desde o minimalismo moderno do 432 Park Avenue até o estilo art déco do 111 West 57th Street. A altura impressionante desses edifícios garante vistas panorâmicas do Central Park e de toda Manhattan.
- Valores de Metro Quadrado: O preço por metro quadrado na Billionaires' Row é um dos mais altos do mundo. Em coberturas e penthouses, pode superar US$ 100.000 por metro quadrado, dependendo das vistas, do design interior e das amenidades oferecidas.
- Amenidades de Luxo: As coberturas e penthouses oferecem amenidades excepcionais, como piscinas privativas, academias de última geração, spas, serviços de concierge 24 horas, salas de cinema privativas e adegas personalizadas. Muitos edifícios também possuem clubes privados exclusivos para moradores.

|                             | Localização                                  | Imagem |
| --------------------------- | -------------------------------------------- | ------ |
| Central Park                | Central Park South                           |        |
| Museum of Modern Art (MoMA) | 11 West 53rd Street Manhattan.               |        |
| Broadway                    | Bowling Green, Financial District, Manhattan |        |
| One57                       | 157 West 57th Street, Manhattan              |        |
| Central Park Tower          | 225 West 57th Street, Manhattan              |        |
| Quinta Avenida              | Midtown Manhattan                            |        |
| Metropolitan Museum of Art  | 1000 Fifth Avenue, Manhattan                 |        |
| Madison Avenue              | Midtown Manhattan                            |        |
| Park Avenue                 | Midtown Manhattan                            |        |
| JW Marriott Essex House     | 160 Central Park South, Manhattan            |        |
| Plaza Hotel                 | 768 Fifth Avenue, Manhattan                  |        |